# Stefan von Zschock
Stefan von Zschock (* 21. Juli 1975) ist ein ehemaliger deutscher Fußballspieler. Er war Abwehrspieler.

## Sportlicher Werdegang
Von Zschock, der aus der Jugend der TSG Bau Rostock stammt, stand in den frühen 1990er Jahren beim damaligen Zweitligisten Hansa Rostock unter Vertrag. Nachdem er zunächst 16 Einsätze in der Reservemannschaft Hansas in der Oberliga erhielt, bestritt er in der Saison 1993/94 fünf Spiele in der zweithöchsten deutschen Spielklasse für das Profiteam des Vereins von der Ostsee. Sein Zweitligadebüt gab er am 15. Spieltag während des Auswärtsspiels bei den Stuttgarter Kickers. Hansa-Trainer Jürgen Heinsch wechselte den Abwehrspieler in der 65. Spielminute für Marco Zallmann ein. Mit Hansa belegte er am Ende der Saison den achten Tabellenplatz.